# Émile Cabanon
Émile Cabanon (* im 19. Jahrhundert in Lyon; † um 1852) war ein französischer Schriftsteller.

## Leben und Werk
Émile Cabanon war Redakteur der Zeitung Le Corsaire. Er ist für ein einziges Buch bekannt, den „Roman für Köchinnen“ von 1834, einer Karikatur des romantischen Erzählens, in der, nach dem Urteil von Daniel Couty, die Erzählweise der eigentliche Gegenstand des Buches ist. Jacques Simonelli beschrieb die Struktur des Romans (der mit einem Rezept endet) als kohärent, da sie der alchemistischen Symbolik entlehnt sei.

## Werke
- Un roman pour les cuisinières. E. Renduel, Paris 1834. Slatkine, Genf 1973.
  - J. Corti, Paris 1962.
  - Jacques Simonelli (Hrsg.). J. Corti, Paris 1993.